# A Nightmare on Elm Street (película de 1984)
Para la película de 2010, véase A Nightmare on Elm Street (película de 2010) o  Películas de A Nightmare on Elm Street.
A Nightmare on Elm Street (Pesadilla en Elm Street en España y Perú, Pesadilla en lo profundo de la noche en Argentina, Pesadilla en la calle del infierno en México, La pesadilla de la calle Elm en Venezuela, Pesadilla en la calle Elm en Chile, y Pesadilla sin fin en Colombia) es una película slasher sobrenatural estadounidense de 1984 escrita y dirigida por Wes Craven y producida por Robert Shaye. Es la primera entrega de la franquicia A Nightmare on Elm Street y está protagonizada por Heather Langenkamp, John Saxon, Ronee Blakley, Robert Englund como Freddy Krueger, y Johnny Depp en su debut cinematográfico. La trama se refiere a cuatro adolescentes que viven en una calle de la ciudad ficticia de Springwood, Ohio, que son invadidos y asesinados en sus sueños, y por lo tanto asesinados en realidad por un asesino quemado con un guante de cuero afilado.
Se trata de la primera aparición del paradigmático psicópata del cine de terror adolescente de los '80 Freddy Krueger, interpretado por Robert Englund, quien dio vida al personaje en otras siete secuelas más y una teleserie. La película fue un éxito de crítica, revitalizando el género slasher, muy desgastado en la época, y uno de los sleeper hits de 1984. Recaudó casi 26 millones de dólares en taquilla con un coste de producción inferior a dos millones, salvando de esa forma a su productora New Line Cinema. Su enorme rentabilidad se tradujo en una larga franquicia de secuelas igualmente taquilleras, que encumbraron a Freddy Krueger como un símbolo de la década. A diferencia de las subsecuentes entregas, que potenciaban el humor negro del personaje, en esta Krueger, sin perder la vena humorística, mantiene la seriedad de un onírico asesino implacable y peligroso que disfruta haciendo sufrir a sus víctimas. Ello dotó a la película de una sensación de angustia notable.
En 2010 se estrenó el remake con notable éxito de taquilla, aunque a juicio del fanatismo universal y la crítica especializada, carecía completamente de la frescura y profundidad del filme original. En 2021, fue considerada «cultural, histórica y estéticamente significativa» por la Biblioteca del Congreso de Estados Unidos y seleccionada para su preservación en el National Film Registry.

## Argumento
A Nightmare on Elm Street se sitúa en 1981 y tiene como principal protagonista a Nancy Thompson, quien junto a su grupo de amigos han empezado a experimentar los mismos sueños sobre un asesino en serie, Freddy Krueger, que los persigue y atormenta en sus pesadillas.
La historia comienza con Tina Grey, que despierta sobresaltada de una pesadilla en la que era atacada en un cuarto de calderas por una persona desfigurada que lleva un jersey rojo y verde, un sombrero y un guante con cuchillas en una de sus manos. Al día siguiente descubre que su amiga Nancy Thompson ha tenido el mismo sueño. Esa noche Tina, Nancy y el novio de esta, Glen Lantz, tienen una fiesta de pijamas en la casa de la primera. El novio de Tina, Rod Lane, se cuela en la fiesta. Mientras duermen, Tina vuelve a tener la pesadilla con aquel tío del sombrero persiguiéndola. Rod se despierta y logra ver cómo Tina es asesinada por una fuerza invisible y huye de la escena, pero pronto acaba siendo arrestado por la policía que da por hecho que es el asesino.
Al día siguiente en la escuela, Nancy se duerme y vuelve a tener otra pesadilla en la que llega a un cuarto de calderas donde es perseguida por el tipo que atacó a Tina. Al verse acorralada se quema deliberadamente con un tubo caliente, lo que la hace despertar. Sin embargo, despierta con la quemadura en el brazo que había experimentado en el sueño. 
Esa noche, después de haber sido atacada nuevamente por el hombre en sus pesadillas, Nancy recibe la noticia de que Rod ha muerto en su celda. Todos dan por hecho, excepto Nancy, que se suicidó.
Luego de que es ingresada en una clínica de terapia del sueño, allí tiene otra pesadilla en la que trae a la realidad el sombrero del asesino. Nancy sospecha que su madre esconde un secreto; después de interrogarla ella le revela que el dueño del sombrero era un hombre llamado Frederick Charles Krueger, apodado Freddy Krueger, un asesino en serie que mató al menos a veinte jóvenes; y que salió de la cárcel debido a un tecnicismo. Así que un día, los padres de las víctimas que vivían en su calle quemaron a Freddy en venganza, y este juró vengarse. 
Nancy urde un plan para atrapar a Krueger y le advierte a Glen de que no se duerma, no obstante, este en su casa empieza a dormirse y Freddy aprovecha la ocasión para asesinarlo. Al enterarse, Nancy se da cuenta de que ella va a ser la siguiente.
Luego de instalar trampas explosivas por toda la casa, Nancy saca a Freddy del sueño y lo trae al mundo real. El asesino va tras ella chocando contra las trampas que le afectan lo suficiente como para que Nancy pudiera prenderle fuego y encerrarlo en el sótano para luego pedir ayuda. Cuando la policía llega, descubren que el asesino ha escapado y lo encuentran asfixiando a la madre de Nancy, que estaba dormida en una de las habitaciones, y la hace desaparecer junto con él. Tras intentar salvarla, Freddy reaparece detrás de Nancy. Al darse cuenta de que Krueger se alimenta por el miedo de su víctima, con calma ella le da la espalda. Acto seguido una cegadora luz blanca destruye a Freddy.
En las escenas finales, se aprecia a Nancy junto a su madre en una mañana brillante y neblinosa donde todos sus amigos aún están vivos, que vienen a recogerla para ir al instituto. Llegan en el coche descapotable de Glen; Nancy sube, de repente se cierran las ventanas y la capota (a rayas rojas y verdes, haciendo referencia al jersey de Freddy) y el coche arranca involuntariamente. Nancy pide auxilio a su madre, pero Freddy rompe la pequeña ventana de la puerta de la casa y se lleva a la madre de Nancy, dando a entender que Nancy no ha despertado y sigue soñando. La película termina con 3 chicas cantando "Uno, Dos, Freddy viene por ti".

## Reparto
| Intérprete         | Personaje                 | Descripción |
| ------------------ | ------------------------- | --- |
| Heather Langenkamp | Nancy Thompson            | Protagonista principal de la película y única superviviente de su grupo de amigos. Logra derrotar a Freddy, haciendo que desaparezca. |
| John Saxon         | Lt. Donald Thompson       | Padre de Nancy, es un policía que estuvo casado con Marge Thompson durante veinte años. Participó junto con otros padres en la muerte de Freddy. |
| Ronee Blakley      | Marge Thompson            | Es la madre de Nancy; sacrificó su salud mental por su hija. Cuando el psicópata-asesino Freddy Kruger fue absuelto por un tecnicismo, lo persiguió y mató junto con otros padres de su comunidad. Poco después, la tensión emocional del recuerdo de lo que había hecho destruyó su matrimonio, y la llevó al alcoholismo. Muere asesinada por Freddy. |
| Amanda Wyss        | Christina "Tina" Gray     | Amiga de Nancy, es junto a la protagonista una de las primeras personas en tener una pesadilla con Freddy. Muere estando dormida junto con Rod. Freddy la araña y levanta su cuerpo desangrándose por la pared hasta el techo del cuarto, esparciendo su sangre por toda la habitación.                                                                 |
| Jsu García         | Rodney "Rod" Lane         | Es el novio de Tina. Es encarcelado tras creer la policía que era el autor de la muerte de su novia. Solo confía en Nancy, la única que cree en su inocencia. Muere colgado de unos barrotes cuando una sábana, manipulada por Freddy, se enrolla en su cuello y lo ahorca, haciendo aparentar su muerte como un suicidio.                              |
| Johnny Depp        | Glen Lantz                | Interpreta al novio de Nancy. Muere tras quedarse dormido en su habitación esperando la llamada de Nancy; la mano de Freddy sale de su cama, lo agarra y lo va hundiendo dentro de esta. Tras un momento sale un géiser de sangre que mancha toda la habitación.                                                                                        |
| Charles Fleischer  | Dr. King                  | |
| Joseph Wipp        | Sgt. Parker               | |
| Robert Englund     | Frederick Charles Krueger | Es el antagonista de la película. Fue un psicópata-asesino que acuchilló a varios niños en Elm Street; por ello los padres de la comunidad le persiguieron y quemaron vivo. Freddy regresa de entre los muertos buscando venganza en los hijos de los que lo asesinaron.                                                                                |

## Curiosidades
- Cuando Freddy arde al final se ve especialmente hinchado debido a que el especialista debe llevar puesto el traje ignífugo.
- Para la secuencia del géiser de sangre, los técnicos emplearon el mismo cuarto utilizado para la muerte de Tina (Amanda Wyss). El set lo decoraron de forma que estuviera al revés y colocaron la cámara de modo que pareciera que estaba del derecho, después vertieron los galones de agua roja.
- Para el papel de Nancy Thompson, el cual interpretó Heather Langenkamp, realizaron el casting más de 200 actrices, donde destacan nombres como Jennifer Grey, Demi Moore, Courteney Cox y Tracey Gold.
- La película estuvo a punto de no ser terminada, pues a mitad de rodaje la New Line Cinema perdió a su compañía de distribución. Inmediatamente suponía no poder pagar el sueldo al reparto y al equipo técnico de dos semanas enteras de filmación hasta que encontraran a otra compañía distribuidora. Al final, la propia New Line se encargó de ello, y durante este tiempo de incertidumbre no perdieron ni un solo miembro del equipo.
- La idea original de Wes Craven para el aspecto de Freddy Krueger era excesivamente espantosa, pues tenía los dientes sobresalidos de la mandíbula, le supuraba pus de la cabeza cuando se quejaba de dolor y parte de su cráneo era visible a través de su cabeza. David B. Miller, el responsable de los efectos especiales del maquillaje, afirmó que sería muy complicado y nada convincente maquillar de esa forma a un actor, y utilizando una marioneta sería difícil de rodar con actores reales, así aquellas ideas terminaron siendo rechazadas.
- Durante la creación del personaje de Freddy Krueger, Craven imaginó que el personaje fuera un abusador de menores, ya que Craven imaginaba que esto sería lo más macabro que podía imaginar del personaje, sin embargo, el estudio y Craven cambiaron de idea debido a que en aquel momento estaba presente el Caso McMartin, por lo que se cambió de idea a que Freddy era un asesino de niños ya que querían evitar ser acusados de aprovecharse de las controversias. A pesar de esto, aún hay algunas escenas donde se mantiene que Freddy era un abusador de menores, algo que se reforzaría en algunas secuelas.
- El actor Jsu García quien interpretó a Rod, fue acreditado como Nick Corri, esto fue idea de su agente ya que este le decía que personas con ascendencia Latina no eran aceptados dentro de Hollywood.
- La verdadera calle Elm Street se encuentra en Potsdam (Nueva York, Estados Unidos). Wes Craven la conoce pues estudió y fue profesor en la Universidad estatal de Nueva York, en Potsdam. Otra calle Elm Street más famosa todavía es la de Dallas (Texas) al final de la cual está la Plaza Daley, lugar en donde fue asesinado el presidente de Estados Unidos John Fitzgerald Kennedy en 1963.
- En la escena final, cuando Freddy empuja hacia adentro a la madre de Nancy a través de la ventana, momentos antes es muy perceptible que eso es prácticamente imposible, ya que la misma es muy pequeña para que su cuerpo entre por ella. Mientras que al correr la escena en velocidad lenta puede verse como lo que entra por la ventana es un muñeco inflable.
- Esta fue la primera película en la que aparece el reconocido actor Johnny Depp. Según algunas entrevistas, Johnny se sentía muy nervioso e inseguro durante la filmación, pero el director y demás actores lo tranquilizaban asegurándole que hacía una excelente actuación.[15]Otra opción para el papel fue para el actor Charlie Sheen.
- El final da a entender que Nancy nunca venció a Freddy, pues no ha despertado de su sueño.

## Clasificación por edades
| País              | Calificación                                    |
| ----------------- | ----------------------------------------------- |
| Alemania oriental | +18                                             |
| Argentina         | +13                                             |
| Australia         | R MA (Re-clasificación) M (Re-clasificación)    |
| Canadá            | R (Manitoba/Ontario) 14A (Alberta) +13 (Quebec) |
| Brasil            | +18                                             |
| Chile             | +18 +13 (Re-clasificación)                      |
| España            | +18 +13 (Re-clasificación) +16 (2010)           |
| Estados Unidos    | R                                               |
| Francia           | +12 U (Re-clasificación)                        |

| País          | Calificación                                      |
| ------------- | ------------------------------------------------- |
| Italia        | VM18 VM14 (Re-clasificación) T (Re-clasificación) |
| India         | A U/A (Re-clasificación)                          |
| Islandia      | +16                                               |
| Noruega       | +18                                               |
| Nueva Zelanda | R16                                               |
| Países Bajos  | +16                                               |
| Portugal      | M/18                                              |
| Perú          | +18                                               |
| Reino Unido   | +18                                               |
| Singapur      | M18 PG (Re-clasificación)                         |
| Colombia      | +18                                               |
| México        | C B (Re-clasificación) B-15 (2010)                |

## Producción

### Orígenes
La base para la realización de la película se inspiró en varios artículos periodísticos publicados en el periódico Los Angeles Times, en los años 70, acerca de un grupo de refugiados jemeries que, tras huir a Estados Unidos debido al genocidio que en ese momento ocurría en Camboya, empezaron a sufrir pesadillas perturbadoras, después de las cuales la mayoría de ellos se negó a dormir. Poco después, varios de los refugiados terminaron muriendo mientras dormían en su sueño. Las autoridades médicas llamaron al fenómeno como "El síndrome de la muerte asiática". Esta afectación solo la padecieron hombres de edades comprendidas entre los 19 y los 57 años, y se cree que terminó siendo un síndrome de muerte súbita inexplicable.
Algunas fuentes atribuyen que la inspiración para la realización del filme también guarda relación con un proyecto estudiantil de 1968, con películas realizadas por estudiantes del propio director Craven de la Universidad de Clarkson. Allí, los estudiantes de cine parodiaban a distintas películas de terror contemporáneas y filmaban sus escenas en la calle llamada Elm, ubicada en Potsdam, Nueva York.
La concepción de A Nightmare on a Elm Street también contiene muchos elementos biográficos que se inspiran en la propia infancia del realizador Wes Craven. El villano de la película, Freddy Krueger, se basa en gran medida en los primeros años de vida del director. En una noche, un por entonces joven Craven afirmó ver a un anciano caminando por el cerco lateral por fuera de la ventana de su casa. El hombre se detuvo para echar un vistazo a un sorprendido Craven, y luego se alejó. La condición de extrañez que eso produjo en el realizador conllevó en parte a la creación del personaje.
Inicialmente, Freddy Krueger estaba destinado a ser un personaje abusador de menores, pero Craven finalmente decidió caracterizarlo como un asesino de niños, debido a que en la época de producción del filme se suscitaron una serie de casos de abuso sexual ocurridos en California, muy publicitados a nivel masivo que conmocionaron a la localidad, y que en cierta medida, podrían terminar polemizando sobre el propósito verdadero de la trama de la película.
Según el relato de Wes Craven, sus propias experiencias adolescentes propiciaron a conducir a la designación del nombre del personaje principal, Freddy Krueger. De joven, el director siempre fue objeto de burlas en su colegio por un niño llamado Fred Krueger, de allí el apócope extendido del personaje. Curiosamente, en su película The Last House on the Left de 1972 el villano era conocido por el nombre de "Krug".
En cuanto a la apariencia física del personaje, el sweater que Freddy Krueger utiliza en las películas está basado en el personaje de la historieta Plastic Man de la editorial DC Comics, y Craven utilizó los colores rojo y verde para impregnarlos en el sweater después de leer un artículo en el magacín Scientific American en 1982, que decía que los dos colores más chocantes para la retina del ojo humano eran el rojo y el verde, debido a su particular combinación.

### Proyecto
Wes Craven comenzó a escribir el guion alrededor de 1981, después de haber terminado con la producción de Swamp Thing, estrenada en 1982. El proyecto fue ofrecido a varios estudios, pero cada uno de ellos lo rechazaron por diferentes motivos.
Curiosamente, el primer estudio interesado fue Walt Disney Pictures, que estableció como condición que Craven bajara el tono del contenido de la historia para que sea adecuado para el público infantil y preadolescente. Craven se negó a la iniciativa y siguió buscando productoras.
Otra productora que se interesó en un principio por el proyecto fue Paramount Pictures, que sin embargo también declinó producirlo debido a la semejanza con Dreamscape, película de 1984 que en ese momento se estaba produciendo, pero al final, fue un fracaso en taquilla.
Otra empresa interesada fue Universal Pictures, pero declinaron la oferta, porque los ejecutivos y productores principales comentaron que la historia no era interesante.
Finalmente, la corporación independiente y en ciernes New Line Cinema dio al proyecto el visto bueno que necesitaba, pero para poder pagar por la producción, tuvo que recurrir a inversores externos.
Durante el rodaje, tratar la distribución de la película resultó un fracaso para la compañía, que incluso fue incapaz de poder pagarle al reparto y al equipo técnico por dos semanas su respectivo sueldo. Aunque ha realizado producciones mucho más grandes y rentables, A Nightmare on a Elm Street tiene un lugar especial e importante en la historia de la compañía, estudio que a menudo se refiere como "La casa que Freddy construyó".
De hecho, gran parte de la aplicación exitosa presentada por el productor Robert Shaye fue siempre por una pública oferta del estudio en torno a la franquicia de A Nightmare on a Elm Street, que significó una rareza en Hollywood que proporcionó grandes beneficios y que, además, dio regularidad a la empresa.

### Filmación

#### Escenas destacadas
Con un presupuesto de $1,8 millones, el inicio del rodaje tuvo lugar en junio de 1984 y finalizó en julio del mismo año. La dirección ficticia del hogar que aparece en la película es calle Elm (Elm Street) 1428. La casa en donde ocurrieron las grabaciones era en realidad una propiedad particular localizada en Los Ángeles, California, ubicada en la Avenida North Grenesee 1428.
Durante las grabaciones fueron usados aproximadamente 500 galones de sangre falsa para la producción de los efectos especiales. Para la grabación de la famosa escena de la muerte de Glen, los productores usaron el mismo cuarto que el de la muerte de Tina, pero basado en un set rotativo, en donde todo el set fue posicionado dado vuelta para abajo, pero con la cámara fija filmando en su posición normal, causando el efecto de que el cuarto permanecía en su posición natural. Para el géiser de sangre, los productores usaron agua enrojecida, pues la sangre que utilizaba normalmente la producción no producía el efecto que el géiser necesitaba.
La escena en la que Nancy es atacada por Krueger dentro de la bañera, fue realizada con un bañera especial sin fondo. Esta bañera fue colocada en un baño construido sobre una piscina. Durante la secuencia subacuática, Heather Langenkamp fue sustituida por la doble Christina Johnson, la esposa de Charles Belardinelli, supervisor de los efectos de sonido. Mientras que en la escena de la escalera, en donde la víctima queda aprisionada en arena movediza, la misma fue creada utilizando mezcla de masa para panqueques.
Mientras, la escena de la persecución fue dirigida por Sean S. Cunningham, el director de Friday the 13th, que sin embargo, no aparece acreditado por su labor en la película.

#### Escena final
La intención original de Wes Craven era tener un final más emotivo y feliz para la película, con Nancy derrotando a Krueger y parando de creer en su existencia, consiguiendo acordar para descubrir que todo lo que aconteció en el filme fue simplemente una larga pesadilla. Entretanto, el jefe responsable de New Line Cinema solicitó que la concepción de ese final que Craven quería cambiara en su concepción. En este nuevo desenlace, Krueger desaparece de manera provisoria -aparentemente derrotado-, sugiriendo que todo lo que se vio en la película fue un sueño de Nancy, para que los espectadores descubrieran que lo que estuvieron viendo había sido un "sueño dentro de otro sueño", en donde Freddy reaparece en forma de automóvil y secuestra a Nancy, seguido por la toma final, en donde Freddy aparece a través de la ventana de la parte frontal de la casa, empujando a la madre de Nancy para adentro -quien saludaba desde allí a su hija- para, finalmente, asesinarla.
Ambos finales fueron filmados, pero solo el sugerido por el jefe de New Line Cinema quedó en el montaje final, lo que de manera subyacente daba la idea de que existiera una posible secuela del filme -cosa que finalmente sucedió-, aunque Craven nunca quiso que la película original se convirtiera en una franquicia como finalmente fue. Por esta razón, el realizador se apartó de la dirección de la secuela estrenada en 1985.

## Elenco
El reparto de A Nightmare on Elm Street incluyó varios actores veteranos, como Robert Englund o John Saxon, así como varios actores jóvenes que en ese momento aparecían, como Johnny Depp o Heather Langenkamp. El bajo presupuesto fue uno de los motivos en la reducción del número de actores reconocidos que Craven pretendía contratar, y la mayoría de los actores participantes recibieron un caché muy pequeño por su actuación en el filme. El director sugirió además, que la protagonista de la cinta -en el papel de Nancy- no fuera una actriz muy reconocida del medio cinematográfico, y durante los cástines realizados se presentaron alrededor de 200 actrices, pero Craven finalmente se convenció de que Langenkamp había encajado perfectamente en el rol que él quería. Langenkamp reaparece en la tercera parte A Nightmare on Elm Street 3: Dream Warriors en 1987, e interpretándose a sí misma en 1994 en Wes Craven's New Nightmare.
Varios actores que participaron en este primer filme, también aparecieron en participaciones especiales en secuelas de la saga. John Saxon revive el papel del padre de Nancy en la ya mencionada tercera parte de la entrega (1987) y en la película de 1994, en donde también se interpretaba a sí mismo. Jsu García, que al inicio de su carrera era conocido como Nick Corn, hizo una pequeña aparición en Freddy's Dead: The Final Nightmare en 1991. Johnny Depp quien interpretó a Glen apareció como cameo de sí mismo en un televisor en la sexta película de la serie.
Varios actores desconocidos en el medio consiguieron llegar a la fama actuando en esta película. Por ejemplo, Johnny Depp era un desconocido al momento de ser elegido para actuar en la cinta en su papel de Glen. En realidad fue visto por los responsables de la audición cuando solo fue a acompañar a su amigo, el también actor Jackie Earle Haley, que curiosamente terminó haciendo de Freddy Krueger en la versión estrenada en 2010. Amanda Wyss era una actriz de teatro antes de tener lugar en la película y empezar a ser reconocida, años antes, en la comedia de culto Fast Times At Ridgement High de 1982.
En el caso de Robert Englund, el director Craven reconoció que él no fue la primera elección para el papel de Freddy, ya que el realizador quería a un doble para interpretar al personaje. Englund había interpretado pequeños papeles en cintas como Big Wednesday y Bloodbrothers (ambas de 1978), pero en aquella época era más conocido por interpretar al alienígena Willie en las series de televisión V (de 1983) y V: The Final Battle (de 1984).
A su vez, Lin Shaye, que en el filme interpreta a una profesora, es la hermana del productor de la película, Robert Shaye, mientras que Mimi-Meger Craven, la enfermera que aparece en la película, era la exesposa del director Craven.

## Música
Charles Bernstein fue el responsable de la banda sonora del filme y recibió buena críticas respecto a su labor. En el filme, Bernstein se abstiene de las orquestas musicales tradicionales y emplea sintetizadores y varios efectos sonoros para transmitir al espectador el horror de las pesadillas suburbanas ideadas por Wes Craven.
Soundtrack
| A Nightmare on Elm Street - Original Motion Picture Soundtrack |                              |          |  |
| N.º                                                            | Título                       | Duración |  |
| 1.                                                             | «Prologue»                   | 0.33     |  |
| 2.                                                             | «Main Title»                 | 3.32     |  |
| 3.                                                             | «Laying the Traps»           | 2.06     |  |
| 4.                                                             | «Dream Attack»               | 1.20     |  |
| 5.                                                             | «Rod Hanged/ Night Stalking» | 4.44     |  |
| 6.                                                             | «Jail Cell»                  | 1.13     |  |
| 7.                                                             | «Confrontation»              | 1.41     |  |
| 8.                                                             | «Sleep Clinic»               | 2.25     |  |
| 9.                                                             | «Terror in the Tub»          | 0.59     |  |
| 10.                                                            | «No Escape»                  | 2.15     |  |
| 11.                                                            | «School Horror/ Stay Awake»  | 4.02     |  |
| 12.                                                            | «Lurking»                    | 1.02     |  |
| 13.                                                            | «Telephone Terror»           | 1.08     |  |
| 14.                                                            | «Fountain of Blood»          | 1.03     |  |
| 15.                                                            | «Evil Freddy»                | 0.50     |  |
| 16.                                                            | «Final Search»               | 3.58     |  |
| 17.                                                            | «Run Nancy»                  | 1.04     |  |

## Interpretaciones
La película ha dado lugar a varias interpretaciones acerca de su particular trama. 
Una de ellas es acerca de la pérdida de la inocencia.
Freddy Krueger ataca exclusivamente a adolescentes y sus acciones han sido interpretadas como un símbolo de sus experiencias -a menudo seguramente traumáticas- de su adolescencia.
El personaje de Nancy representa al arquetipo del adolescente típico y básico, con experiencias de ansiedad social y con la presentación de una relación con sus padres de carácter bastante tenso. La sexualidad es otro tema recurrente en la película, con la aparición de imágenes de tipo freudianas, y enmarcadas siempre en un contexto representativo amenazante y misterioso (por ejemplo, la muerte de Tina evoca visualmente a una violación, o el simbolismo que representa el guante de Freddy que sale de entre las piernas de Nancy, mientras ella está dándose un baño), además de que se sugirió que en un principio Freddy Krueger iba a ser representado como un acosador de jóvenes y no como un asesino, como finalmente terminó siendo.
La película también ha sido descrita como una reacción a la tendencia cada vez mayor y frecuente de las familias que se desplazan a los suburbios, y la inocencia de percepción de los suburbios estadounidenses. Los padres, en el suburbio ficticio de la película ubicado en Springwood, Ohio, matan a Freddy y ocultan su existencia en un intento de crear un ambiente seguro para sus hijos, pero una vez que Freddy regresa, se dan cuenta de que aún no han podido proteger del todo la vida de sus hijos.
Desde su estreno inicial, la crítica ha elogiado a la película en su habilidad por presentar la ruptura de "las fronteras entre lo que es imaginario y lo que es real", jugando así con las percepciones de la audiencia. Algunos historiadores de cine interpretan este tema principal del filme como un subtexto social que hace referencia a "las luchas que los adolescentes tienen en la sociedad estadounidense".

## Escenas eliminadas
Durante la edición y las proyecciones de prueba, varias escenas tuvieron que ser descartadas mientras que algunas fueron reemplazadas:
- Después de que Freddy Krueger asesinaba a Tina, ella caía del techo sobre su cama llena completamente de sangre y la hacía salpicar por todas partes, según Craven, la Motion Picture Association no le dio su aprobación para que ese fragmento de solo 1 segundo de duración apareciera en la cinta, a lo cual se vieron forzados a cortarla, sin embargo, la escena fue incluida en algunas versiones para la televisión.
- Cuando Nancy veía por primera vez el cuarto de calderas en sus sueños, encontraba una habitación con una cama y varios objetos, lo que indicaba que ahí es donde vivía Freddy cuando estaba vivo, para esta escena, habían construido un set de la habitación, pero la escena no se utilizó en la edición final, únicamente existe una foto del set con la asistente de producción Rachel Talalay.
- Cuando la madre de Nancy le contaba la historia de quien era Freddy Krueger, mencionaba que tanto ella como Tina, Glen y Rod, además de otros niños de la calle tenían hermanas o hermanos que fueron víctimas de Freddy, simplemente los diálogos no fueron incluidos en la película.
- Después de que Freddy absorbía a Glen dentro de su cama, este resurgía completamente lleno de sangre en todo el cuerpo para posteriormente caer muerto, la escena fue reemplazada por la escena en la que litros de sangre brotaban desde la cama de Glen.
- Mientras Nancy huía de Freddy en su pesadilla, ella salta de unas escaleras y se veía una toma en la que se mostraba como caía desde el cielo hasta caer en su jardín, se había filmado la escena en frente de una tela azul para agregarle imágenes del cielo en posproducción, pero fue descartado.
- Durante el final, se veía una toma en la que el vehículo que tenía a Nancy y sus amigos encerrados era conducido por Freddy al volante, la escena fue descartada durante la edición final.

## Recepción de la crítica
La película posee un 95 % de aceptación en el sitio Rotten Tomatoes, basado en 42 comentarios, llegando al siguiente consenso: "La premisa inteligente de Wes Craven, combinada con el aspecto visual horrible de Freddy Krueger, sigue causando pesadillas hasta hoy en día". En Metacritic su nota es de 78 sobre 100 en 6 comentarios.
A Nightmare on Elm Street fue considerada por muchos como una de las mejores películas de 1984.
James Berardinelli del portal ReelViews calificó al filme con tres estrellas y media (sobre cuatro) y expresó: "Está hecha a la medida de aquellos que gustan de ver la sangre fermentada con ideas provocadoras, algo que es una rareza en este género".
La revista Variety la elogió diciendo: "Es un filme de terror muy imaginativo que proporciona los momentos de tensión necesarios para dejar a los fanáticos del género felices".
Mientras TV Guide la consideró "una de las películas de horror más inteligentes y terroríficas de la década del 80".
El AFI (American Film Institute) ubicó en sus tradicionales ránquines al personaje de Freddy Krueger en el puesto #40 de su lista de "100 héroes... 100 villanos del cine" en el año 2003. 
Mientras que la revista Empire colocó al filme en el puesto #162 en su clasificación de las "500 mejores películas de todos los tiempos" en el año 2008.
The New York Times hizo lo propio y colocó al filme en su lista de las "1000 mejores películas de todos los tiempos".

## Impacto cultural
Debido a que la película original tuvo un gran éxito de audiencia y de crítica, se rodaron varias secuelas y un remake -no tan bien recibidas algunas especialmente por la crítica-. El antagonista y villano principal Freddy Krueger se convirtió en un icono del cine de terror. Con el desarrollo de las posteriores secuelas, el personaje de Freddy fue convirtiéndose en un importante producto de marketing, del que se vendían camisetas, figuras de acción, máscaras, revistas, etc., haciendo que las ganancias de la productora New Line Cinema se incrementaran debido al merchandising de su obra. El tiempo transcurrido desde la primera película le ha convertido en uno de los villanos del cine de terror más famosos de la historia. A menudo, el personaje es parodiado, referenciado y homenajeado en distintas series de televisión (como por ejemplo Los Simpson), así como en otros medios además del cine, como la música o la literatura.
A pesar de que New Line Cinema produjo películas mucho más exitosas en años posteriores (Ejemplo: Las Tortugas Ninja (1990), La Máscara, Rush Hour, la trilogía de El Señor de los Anillos, It o ¡Shazam!), es hasta la fecha apodada como "La casa que construyó Freddy".

## Premios y nominaciones
Avoriaz Film Festival
| Año  | Categoría                       | Persona            | Resultado |
| ---- | ------------------------------- | ------------------ | --------- |
| 1985 | Critics Award                   | Wes Craven         | Ganador   |
| 1985 | Mención especial a la actuación | Heather Langenkamp | Ganadora  |

Saturn Award
| Año  | Categoría                                         | Persona    | Resultado |
| ---- | ------------------------------------------------- | ---------- | --------- |
| 1985 | Mejor película de Terror                          |            | Candidata |
| 1985 | Mejor actuación juvenil                           | Jsu García | Candidato |
| 2007 | Mejor edición especial en DVD de película clásica |            | Candidata |

## Adaptación de 2010
La nueva versión del icono de horror Freddy Krueger fue estrenado la última semana de abril de 2010, con un gran éxito de taquilla. La nueva película, producida por Wes Craven y Michael Bay, fue dirigida por Samuel Bayer. Jackie Earle Haley interpretaba en ella a Freddy Krueger, reemplazando a Robert Englund, quien por primera vez dejó de ponerse en la piel de su ya recordado personaje.
A pesar del éxito comercial, el filme no fue bien recibido por muchos de los fanáticos de Freddy Krueger, que argumentaron que la nueva adaptación poco tenía que ver con lo que la película original proponía. La respuesta de la crítica tampoco resultó muy benevolente con ella. Aun así ganó el premio People Choice Award a la mejor película de terror en el año 2011.

## Reboot
En agosto de 2015, New Line anuncia un nuevo reboot, que estaría escrito por David Leslie Johnson.

## Franquicia
| Parte | Título                                             | Año  | Director                       | Nota |
| ----- | -------------------------------------------------- | ---- | ------------------------------ | --- |
| 1a.   | A Nightmare on Elm Street                          | 1984 | Wes Craven                     | |
| 2a.   | A Nightmare on Elm Street Part 2: Freddy's Revenge | 1985 | Jack Sholder                   | |
| 3a.   | A Nightmare on Elm Street 3: Dream Warriors        | 1987 | Chuck Russell                  | |
| 4a.   | A Nightmare on Elm Street 4: The Dream Master      | 1988 | Renny Harlin                   | |
| 5a.   | A Nightmare on Elm Street 5: The Dream Child       | 1989 | Stephen Hopkins                | |
| 6a.   | Freddy's Dead: The Final Nightmare                 | 1991 | Rachel Talalay                 | |
| 7a.   | Wes Craven's New Nightmare                         | 1994 | Wes Craven                     | |
| 8a.   | Freddy vs. Jason                                   | 2003 | Ronny Yu                       | Cruce que enfrenta a Freddy Krueger con Jason Voorhees, el personaje antagonista de la saga Friday the 13th. |
| •     | Never Sleep Again: The Elm Street Legacy           | 2010 | Daniel Farrands y Andrew Kasch | Documental que narra toda la saga.                                                                           |
| 9a.   | A Nightmare on Elm Street                          | 2010 | Samuel Bayer                   | Nueva versión del filme original, que adapta su historia.                                                    |